# Вербуватівка (зупинний пункт)
Вербуватівка (до 2023 року — 978 км) — пасажирський зупинний пункт Дніпровської дирекції Придніпровської залізниці на електрифікованій лінії Лозова — Павлоград I між станціями Варварівка (5 км) та Ароматна (6 км). Розташований в однойменному селі Павлоградського району Дніпропетровської області.

## Пасажирське сполучення
На платформі Вербуватівка зупиняються приміські електропоїзди Лозівського та Синельниківського напрямків.